# Coleophora gazella
Coleophora gazella là một loài bướm đêm thuộc họ Coleophoridae. Nó được tìm thấy ở Turkestan, Afghanistan và Thổ Nhĩ Kỳ.
Ấu trùng ăn the leaves of Artemisia turanica

## Phụ loài
- Coleophora gazella gazella
- Coleophora gazella sinevi (Reznik, 1989)